# Дион (частица)
Дион (частица) — гипотетическая элементарная частица, представляющая собой электрически заряженный магнитный монополь. Дионы являются решениями уравнений неабелевых калибровочных теорий. Выдвинул идею дионов как фундаментальных составных частей адронов и придумал сам термин «дион» Д. Швингер в 1969 г. Однако гипотеза дионов как составных частей адронов не объясняет электрические и магнитные дипольные моменты адронов